# Zian Flemming
Zian Flemming (Amsterdam, 1º agosto 1998) è un calciatore olandese, centrocampista o attaccante del Burnley in prestito dal Millwall.

## Caratteristiche tecniche
Centrocampista con spiccate doti offensive, grazie al suo ottimo senso del gol ha ricoperto anche il ruolo di prima punta. Veloce e abile tecnicamente, è stato paragonato, dalla stampa olandese, a Davy Klaassen.

## Carriera

### Club

#### Gli esordi
Cresce nel settore giovanile dell'Ajax, il 1º settembre 2017 fa il suo esordio fra i professionisti nella vittoria esterna per 0-3 contro il Jong PSV. In tale partita, disputata da capitano, segna anche il suo primo gol in carriera. A fine anno colleziona 6 reti in 25 partite totali, vincendo anche l'Eerste Divisie, il secondo campionato olandese per ordine di importanza.
Il 2 maggio 2018 viene ceduto al PEC Zwolle, con cui firma un triennale. Il 10 agosto debutta in Eredivisie nella partita persa per 2-3 contro l'Heerenveen. Il 30 settembre realizza una rete nel pareggio contro il AZ Alkmaar mentre, il 30 ottobre seguente, è autore di 4 reti nella partita di KNVB beker vinta 5-2 contro il De Graafschap.
Il 2 settembre 2019 viene ceduto in prestito annuale al N.E.C., debuttando undici giorni dopo contro il Den Bosch. Il 27 settembre realizza una doppietta contro il Go Ahead Eagles. Punto fermo dell'allenatore François Gesthuizen, a fine annata segna 13 reti totali, superando per la prima volta la doppia cifra.
Il 27 agosto 2020 viene ceduto al Fortuna Sittard, con cui fima un contratto quadriennale.
Il 1 luglio 2022 passa al Millwall.
Il 31 agosto 2024 passa con la formula del prestito con diritto di riscatto al Burnely.

## Statistiche

### Presenze e reti nei club
Statistiche aggiornate al 30 giugno 2025.
| Stagione               | Squadra                | Campionato             | Campionato | Campionato | Coppe nazionali | Coppe nazionali | Coppe nazionali | Coppe continentali | Coppe continentali | Coppe continentali | Altre coppe | Altre coppe | Altre coppe | Totale | Totale | Totale |
| Stagione               | Squadra                | Comp                   | Pres       | Reti       | Comp            | Pres            | Reti            | Comp               | Pres               | Reti               | Comp        | Pres        | Reti        | Pres   | Reti   |        |
| ---------------------- | ---------------------- | ---------------------- | ---------- | ---------- | --------------- | --------------- | --------------- | ------------------ | ------------------ | ------------------ | ----------- | ----------- | ----------- | ------ | ------ | ------ |
| 2017-2018              | Jong Ajax              | EED                    | 25         | 6          | -               | -               | -               |                    | -                  | -                  |             | -           | -           | 25     | 6      |        |
| 2018-2019              | PEC Zwolle             | ED                     | 25         | 2          | CO              | 3               | 4               |                    | -                  | -                  |             | -           | -           | 28     | 6      |        |
| 2019-ago. 2019         | PEC Zwolle             | ED                     | 4          | 0          | CO              | -               | -               |                    | -                  | -                  |             | -           | -           | 4      | 0      |        |
| Totale PEC Zwolle      | Totale PEC Zwolle      | Totale PEC Zwolle      | 29         | 2          |                 | 3               | 4               |                    | 0                  | 0                  |             | 0           | 0           | 32     | 6      |        |
| sett. 2019-2020        | N.E.C.                 | EED                    | 24         | 13         | CO              | 1               | 0               | -                  | -                  | -                  | -           | -           | -           | 25     | 13     |        |
| 2020-2021              | Fortuna Sittard        | ED                     | 33         | 12         | CO              | 2               | 3               | -                  | -                  | -                  | -           | -           | -           | 35     | 15     |        |
| 2021-2022              | Fortuna Sittard        | ED                     | 28         | 12         | CO              | -               | -               | -                  | -                  | -                  | -           | -           | -           | 28     | 12     |        |
| Totale Fortuna Sittard | Totale Fortuna Sittard | Totale Fortuna Sittard | 61         | 24         |                 | 2               | 3               |                    | 0                  | 0                  |             | 0           | 0           | 63     | 27     |        |
| 2022-2023              | Millwall               | FLC                    | 43         | 15         | FACup+CdL       | 1+0             | 0+0             | -                  | -                  | -                  | -           | -           | -           | 44     | 15     |        |
| 2023-2024              | Millwall               | FLC                    | 46         | 7          | FACup+CdL       | 1+1             | 1+0             | -                  | -                  | -                  | -           | -           | -           | 48     | 8      |        |
| Totale Millwall        | Totale Millwall        | Totale Millwall        | 89         | 22         |                 | 3               | 1               |                    | 0                  | 0                  |             | 0           | 0           | 92     | 23     |        |
| 2024-2025              | Burnley                | FLC                    | 35         | 12         | FACup+CdL       | 2+0             | 2+0             | -                  | -                  | -                  | -           | -           | -           | 37     | 14     |        |
| Totale carriera        | Totale carriera        | Totale carriera        | 263        | 79         |                 | 11              | 10              |                    | 0                  | 0                  |             | 0           | 0           | 274    | 89     |        |